# Supercopa Turca de Voleibol Feminino de 2010
A Supercopa Turca de Voleibol Feminino de 2010 foi a segunda edição desta competição organizada pela  FTV. Participaram do torneio duas equipes, os campeões da Liga A Turca e da Copa da Turquia.

## Sistema de disputa
O Campeonato foi disputado em um jogo único.

## Equipes participantes
Equipes que disputaram a Supercopa de Voleibol de 2010:
| Equipe           | Cidade   | Qualificação                                              | Última participação                          |
| ---------------- | -------- | --------------------------------------------------------- | -------------------------------------------- |
| Fenerbahçe SK    | Istambul | Campeão da Liga A Turca 2009–10 e Copa da Turquia 2009-10 | Supercopa Turca de Voleibol Feminino de 2009 |
| Güneş Sigorta SK | Istambul | Vice-campeão da Copa da Turquia 2009-10                   | Estreante                                    |

## Resultado
| 19 de novembro de 2010 17:30 Relatório | Fenerbahçe SK | 3 — 1                   | Güneş Sigorta SK | Burhan Felek Kubbe Salon,Istambul Árbitro(s): TUR Ümit Sokullu TUR Nurper Özbar |
| 19 de novembro de 2010 17:30 Relatório | 25 22 25      | Set 1 Set 2 Set 3 Set 4 | 22 25 12 17      | Burhan Felek Kubbe Salon,Istambul Árbitro(s): TUR Ümit Sokullu TUR Nurper Özbar |

## Premiações
| Supercopa Masculina de 2010       |
| Turquia                           |
| --------------------------------- |
| Fenerbahçe SK Campeão (2º título) |